# Cavistrau Pign
Cavistrau Pign är en bergstopp i Schweiz.   Den ligger i regionen Surselva och kantonen Graubünden, i den östra delen av landet, 120 km öster om huvudstaden Bern. Toppen på Cavistrau Pign är 3 092 meter över havet.
Terrängen runt Cavistrau Pign är huvudsakligen mycket bergig. Närmaste större samhälle är Ilanz, 17,0 km öster om Cavistrau Pign. 
Trakten runt Cavistrau Pign består i huvudsak av gräsmarker. Runt Cavistrau Pign är det glesbefolkat, med 12 invånare per kvadratkilometer.